# Vaux-sur-Blaise
Pour les articles homonymes, voir Vaux.
Vaux-sur-Blaise est une commune française située dans le département de la Haute-Marne, en région Grand Est, à 19 km au sud-est de Saint-Dizier.
Ses habitants sont appelés les Valpériens.

## Géographie

### Localisation
Vaux-sur-Blaise se trouve à environ 16 km au nord-ouest de Joinville.
Les localités les plus proches sont Montreuil-sur-Blaise, Rachecourt-Suzémont et Domblain.

### Communes limitrophes
| Wassy Montreuil-sur-Blaise | Brousseval          | Valleret |
|                            | Vaux-sur-Blaise     | Domblain |
| Bailly-aux-Forges          | Rachecourt-Suzémont |          |

### Hydrographie
La commune est dans la région hydrographique « la Seine de sa source au confluent de l'Oise (exclu) » au sein du bassin Seine-Normandie. Elle est drainée par la Blaise, la Vivoire, l'ancienne rigole d'alimentation du Réservoir Leschères, la Blaise, le Fossé 01 des Méraux, le Fossé 03 des Fontaines, la Blaise,.
La Blaise, d'une longueur de 86 km, prend sa source dans la commune de Gillancourt et se jette  dans la Marne à Isle-sur-Marne, après avoir traversé 34 communes. 

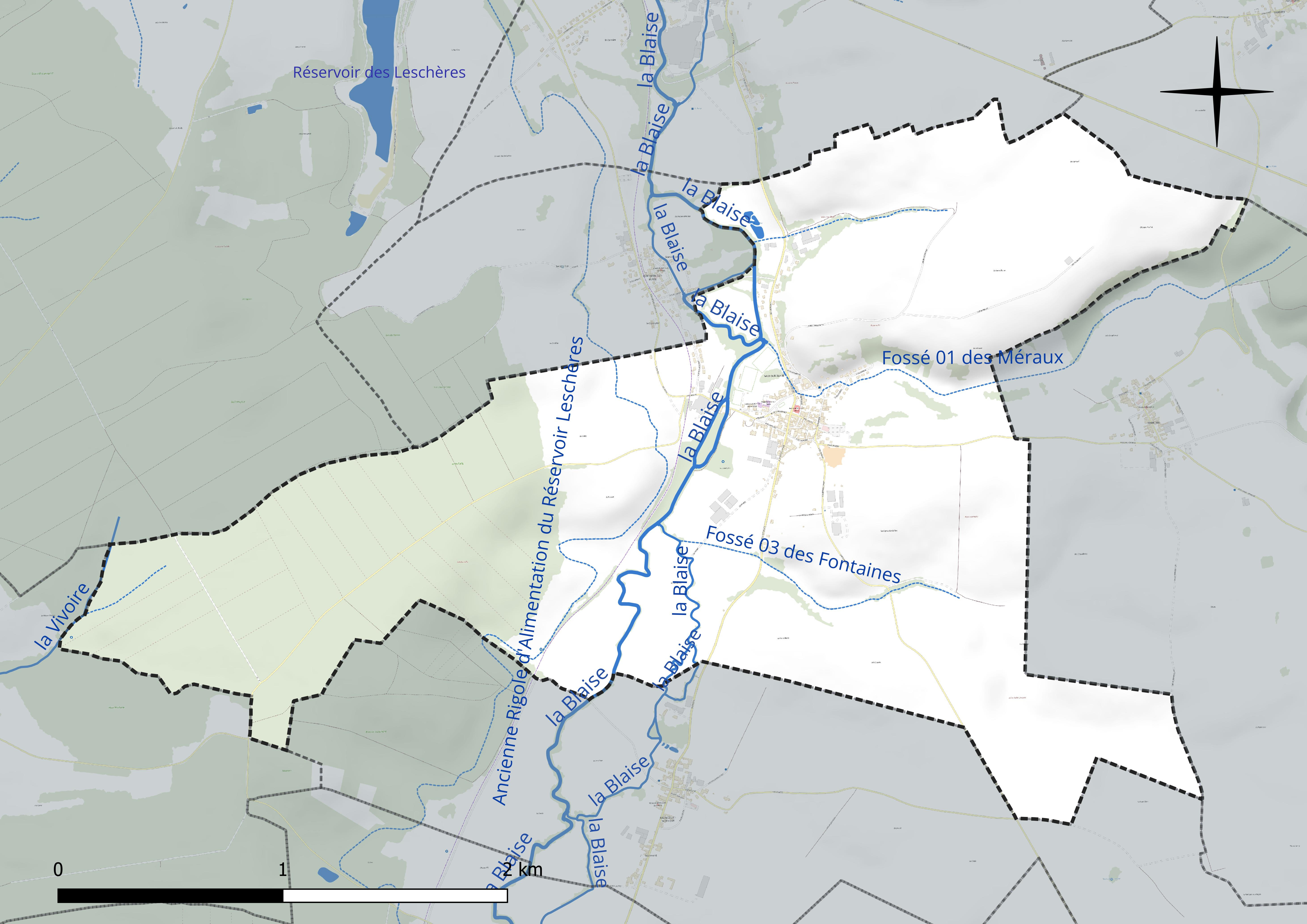
Réseau hydrographique de Vaux-sur-Blaise.

La Vivoire, d'une longueur de 11 km, prend sa source dans la commune de Wassy et se jette  dans la Voire à Sommevoire, après avoir traversé cinq communes. 

### Climat
Pour des articles plus généraux, voir Climat du Grand Est et Climat de la Haute-Marne.
En 2010, le climat de la commune est de type climat des marges montargnardes, selon une étude du Centre national de la recherche scientifique s'appuyant sur une série de données couvrant la période 1971-2000. En 2020, Météo-France publie une typologie des climats de la France métropolitaine dans laquelle la commune est exposée à un climat océanique altéré et est dans la région climatique Lorraine, plateau de Langres, Morvan, caractérisée par un hiver rude (1,5 °C), des vents modérés et des brouillards fréquents en automne et hiver.
Pour la période 1971-2000, la température annuelle moyenne est de 10,3 °C, avec une amplitude thermique annuelle de 15,7 °C. Le cumul annuel moyen de précipitations est de 946 mm, avec 13,1 jours de précipitations en janvier et 9,4 jours en juillet. Pour la période 1991-2020, la température moyenne annuelle observée sur la station météorologique de Météo-France la plus proche, « Blécourt », sur la commune de Blécourt à 13 km à vol d'oiseau, est de 10,8 °C et le cumul annuel moyen de précipitations est de 879,6 mm. 
La température maximale relevée sur cette station est de 40,2 °C, atteinte le 25 juillet 2019 ; la température minimale est de −18 °C, atteinte le 20 décembre 2009,,.
Les paramètres climatiques de la commune ont été estimés pour le milieu du siècle (2041-2070) selon différents scénarios d'émission de gaz à effet de serre à partir des nouvelles projections climatiques de référence DRIAS-2020. Ils sont consultables sur un site dédié publié par Météo-France en novembre 2022.

## Urbanisme

### Typologie
Au 1er janvier 2024, Vaux-sur-Blaise est catégorisée commune rurale à habitat dispersé, selon la nouvelle grille communale de densité à sept niveaux définie par l'Insee en 2022.
Elle est située hors unité urbaine. Par ailleurs la commune fait partie de l'aire d'attraction de Saint-Dizier, dont elle est une commune de la couronne,. Cette aire, qui regroupe 72 communes, est catégorisée dans les aires de 50 000 à moins de 200 000 habitants,.

### Occupation des sols
L'occupation des sols de la commune, telle qu'elle ressort de la base de données européenne d’occupation biophysique des sols Corine Land Cover (CLC), est marquée par l'importance des territoires agricoles (73,7 % en 2018), une proportion sensiblement équivalente à celle de 1990 (73,6 %). La répartition détaillée en 2018 est la suivante :
terres arables (49,7 %), forêts (24,1 %), prairies (13 %), zones agricoles hétérogènes (11 %), zones urbanisées (2,2 %). L'évolution de l’occupation des sols de la commune et de ses infrastructures peut être observée sur les différentes représentations cartographiques du territoire : la carte de Cassini (XVIIIe siècle), la carte d'état-major (1820-1866) et les cartes ou photos aériennes de l'IGN pour la période actuelle (1950 à aujourd'hui).

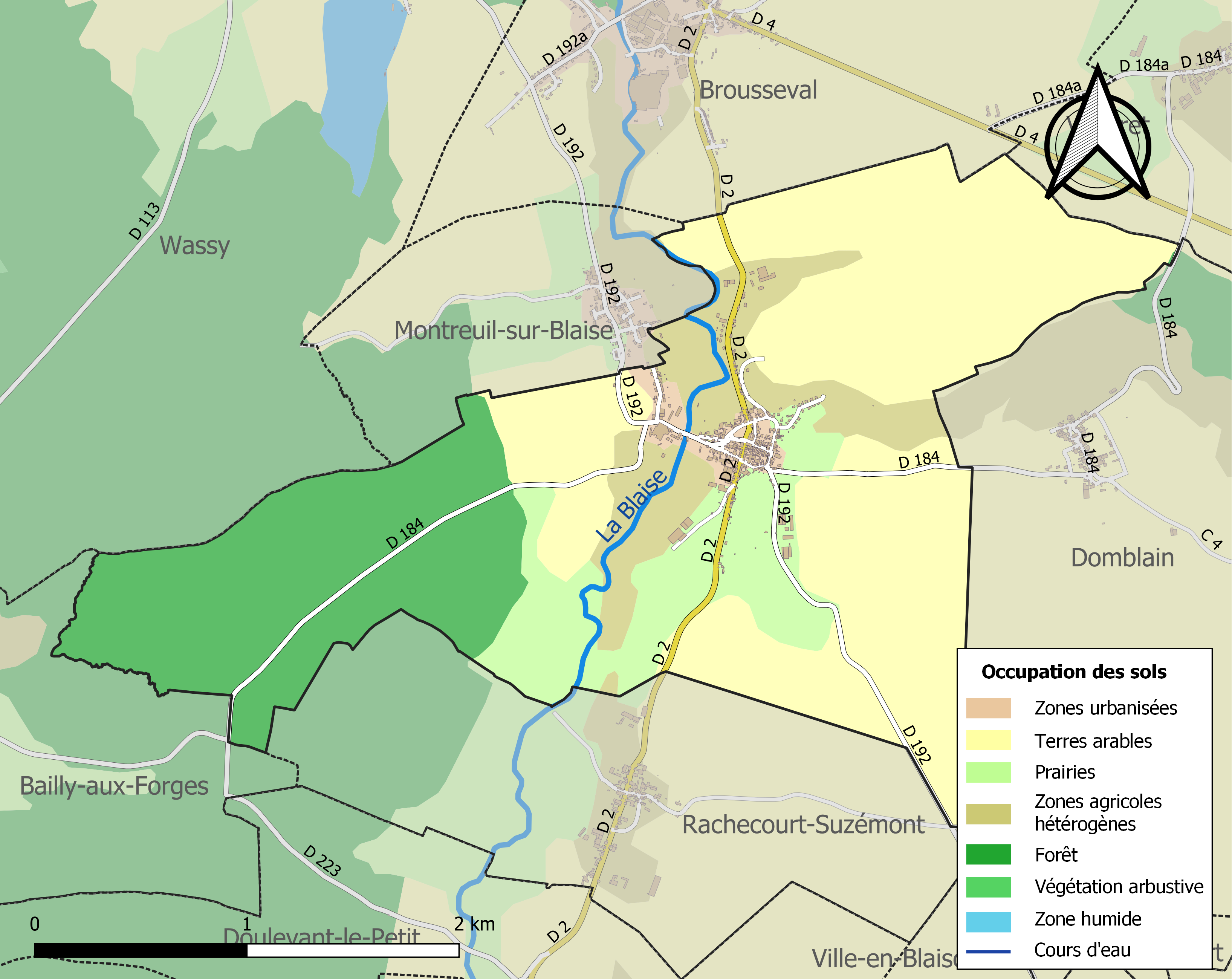
Carte des infrastructures et de l'occupation des sols de la commune en 2018 (CLC).

## Toponymie
Il est fait mention de ce village au IXe siècle sous le nom de Milperarius ou Vallis Melperarius, sans doute à cause de ses carrières. Ce n’est qu’au Xe siècle que ce nom disparait. En 1858, on dit indifféremment Vaux, Valles, Vaux en Ornois, Valles in pago Ornensi et Vaux sur Blaise, Valles in reparia Blesoe.

## Histoire
Les seigneurs de Joinville y avaient des propriétés considérables qu’ils ont successivement cédées aux religieux du Der : ainsi en 1205, Gui (Witier) de Joinville, archidiacre de Chalons, leur donne le four banal ; mais en 1214, une contestation s’éleva entre Simon, qui avait bâti un moulin sous celui de Calunpré, et les moines qui lui déniaient le droit de construire cette usine ; il fut reconnu que le cours d’eau entre le Chastellet, près de Doulevant-le-Grand et le moulin de Lasaulx, appartenait à l’abbaye, et le sire de Joinville, condamné, abandonna son usine aux moines. Les habitants de Vaux n’ont été affranchis qu’en 1541. Les habitants du village de Vaux dépendaient, comme ceux des villages voisins, Doulevant-le-Petit, Rachecourt et Ville en Blaisois, du domaine du chambrier de l'abbaye ou de Mertrud ; ils étaient encore serfs de main- morte en 1541, tandis que la plupart des autres manants appartenant à l'abbaye, avaient été affranchis. Alors, bien résolus aussi à sortir de cette condition humiliante, les hommes des quatre paroisses cherchèrent querelle à leur seigneur, le chambrier Gabriel d'Anglure, et le 15 juillet 1541, ils obtinrent une charte d'affranchissement en tout semblable à celle des habitants de Montier-en-der.
En 1858, on y exploite des carrières, des mines de fer : il y a des moulins, un lavoir à mines et deux haut-fournaux. Depuis 1750, l’industrie avait connu de grand développement dans cette importante commune, où il y avait plusieurs filatures de laine et de coton et un tissage. Il y avait une école pour les filles, dirigée par les sœurs de la Providence.

## Politique et administration

### Liste des maires
| Période                                  | Période  | Identité         | Étiquette | Qualité |
| ---------------------------------------- | -------- | ---------------- | --------- | ------- |
| Les données manquantes sont à compléter. |          |                  |           |         |
| mars 1977                                |          | Jean-Claude Buat |           |         |
|                                          |          | Maurice Porte    |           |         |
| 2008                                     | 2014     | Guy Toussaint    |           |         |
| 2014                                     | 2020     | Arnaud Buat      |           |         |
| 2020                                     | En cours | Patrick Colin    |           |         |

## Population et société

### Démographie
L'évolution du nombre d'habitants est connue à travers les recensements de la population effectués dans la commune depuis 1793. Pour les communes de moins de 10 000 habitants, une enquête de recensement portant sur toute la population est réalisée tous les cinq ans, les populations de référence des années intermédiaires étant quant à elles estimées par interpolation ou extrapolation. Pour la commune, le premier recensement exhaustif entrant dans le cadre du nouveau dispositif a été réalisé en 2007.

En 2022, la commune comptait 347 habitants, en évolution de −7,47 % par rapport à 2016 (Haute-Marne : −4,62 %, France hors Mayotte : +2,11 %).
| 1793 | 1800 | 1806 | 1821 | 1831 | 1836 | 1841 | 1846 | 1851 |
| ---- | ---- | ---- | ---- | ---- | ---- | ---- | ---- | ---- |
| 332  | 390  | 402  | 405  | 530  | 541  | 563  | 596  | 596  |

| 1856 | 1861 | 1866 | 1872 | 1876 | 1881 | 1886 | 1891 | 1896 |
| ---- | ---- | ---- | ---- | ---- | ---- | ---- | ---- | ---- |
| 535  | 611  | 622  | 538  | 576  | 578  | 628  | 645  | 656  |

| 1901 | 1906 | 1911 | 1921 | 1926 | 1931 | 1936 | 1946 | 1954 |
| ---- | ---- | ---- | ---- | ---- | ---- | ---- | ---- | ---- |
| 650  | 662  | 649  | 603  | 579  | 574  | 522  | 440  | 505  |

| 1962 | 1968 | 1975 | 1982 | 1990 | 1999 | 2006 | 2007 | 2012 |
| ---- | ---- | ---- | ---- | ---- | ---- | ---- | ---- | ---- |
| 515  | 430  | 476  | 440  | 441  | 440  | 407  | 402  | 385  |

| 2017 | 2022 | - | - | - | - | - | - | - |
| ---- | ---- | - | - | - | - | - | - | - |
| 376  | 347  | - | - | - | - | - | - | - |

### Sports
- Le village possède un club de football connu dans la région[20], comportant 310 licenciés dont une équipe première senior en Régional 3 Grand Est.

## Culture locale et patrimoine

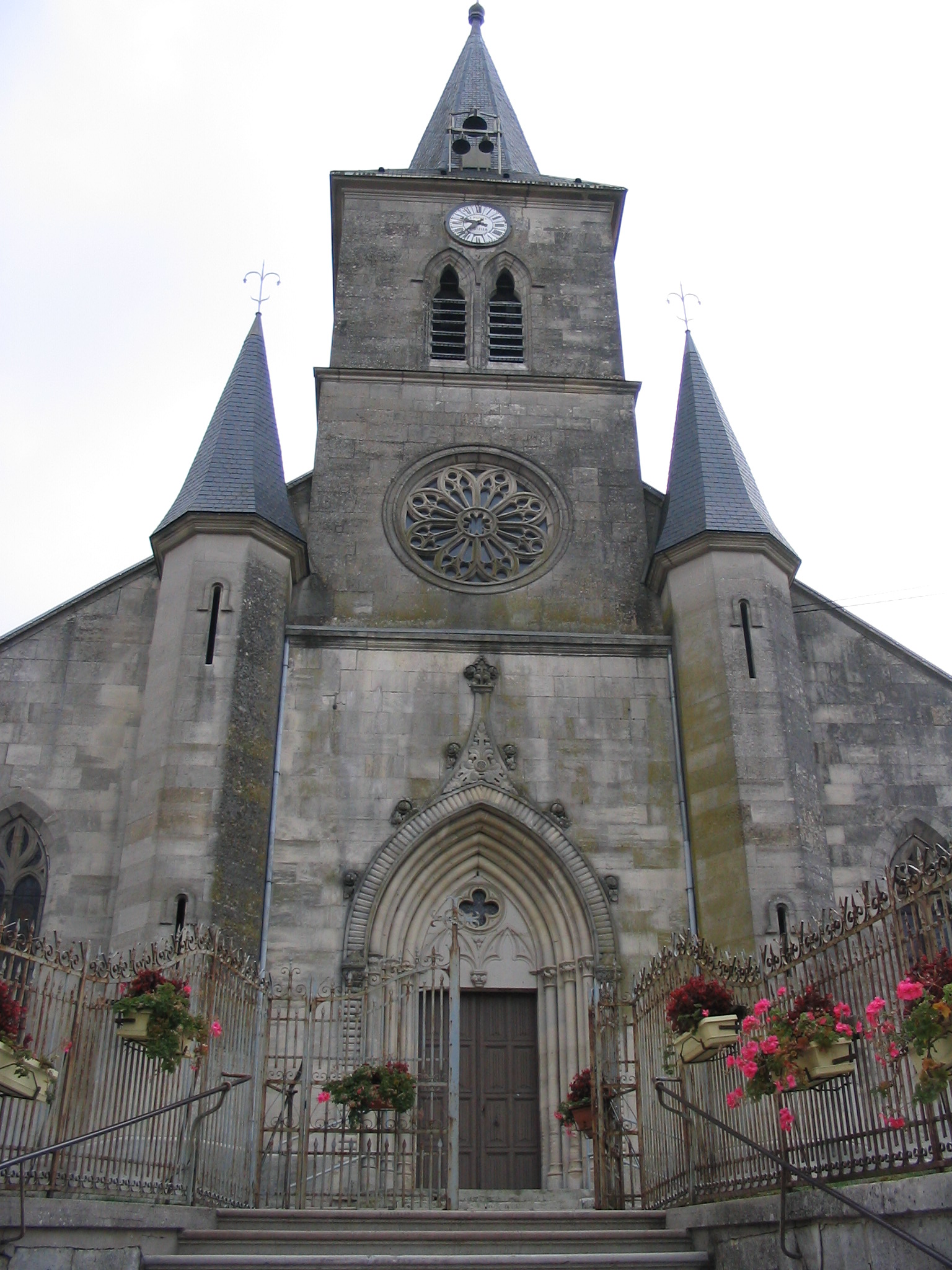
Façade occidentale de l'église.

### Lieux et monuments
- Église paroissiale : l'édifice est entièrement néogothique. Il date de la seconde moitié du XIXe siècle[21].

### Personnalités liées à la commune
- Jean de Sauteval, illustrateur d’œuvres érotiques et officiellement médecin, dentiste stomatologue y est né en 1899